# 7122 Iwasaki
7122 Iwasaki è un asteroide della fascia principale. Scoperto nel 1989, presenta un'orbita caratterizzata da un semiasse maggiore pari a 2,1848212 UA e da un'eccentricità di 0,1842834, inclinata di 1,62348° rispetto all'eclittica.